# Kocheril Raman Narayanan
Kocheril Raman Narayanan (malaiàlam: കോച്ചേരില്‍ രാമന്‍ നാരായണന)  (Uzhavoor, 27 d'octubre de 1920 - Nova Delhi, 9 de novembre de 2005) va ser un estadista indi, el primer dalit que va ser president de la República de l'Índia, del 25 de juliol de 2997 al 25 de juliol del 2002.

## Biografia
K. A. Narayanan va néixer el 27 d’octubre de 1920 en un poble de l'estat príncep de Travancore (actual Kerala). És el quart fill d'una família de set persones. Es va retirar el 1978, després d'haver estat ambaixador a la República Popular de la Xina. Va morir d'una pneumònia el 9 de novembre de 2005, en un hospital militar de Nova Delhi.

### Carrera professional
Va obtenir un màster en literatura anglesa a la Universitat de Travancore i va treballar com a periodista als diaris The Hindu i Times of India (1944-1945). El 1945 va anar a Londres per estudiar ciències polítiques i es va graduar a la London School of Economics.

### Carrera política
De tornada a l'Índia, es va incorporar al Ministeri d'Afers Exteriors del govern de Nehru. Va ocupar càrrecs diplomàtics en diverses ambaixades índies (Rangún, Tòquio, Londres, etc.), després va ser ambaixador a Tailàndia de 1967 a 1969, a Turquia de 1973 a 1975, i a la República Popular de la Xina de 1976 a 1978.
A petició d’Indira Gandhi, es va presentar com a diputat de Kerala, on va ser elegit tres vegades seguides (1984, 1989 i 1991) com a membre del Partit del Congrés.
El 21 d’agost de 1992, esdevé vicepresident sota la presidència de Shankar Dayal Sharma. El 17 de juliol de 1997, va ser elegit president de l'Índia. La seva presidència va estar marcada pels sagnants disturbis comunals a Gujarat el 2002 on milers de musulmans van ser massacrats.

## En la cultura popular
La Films Division of India va produir un Llargmetratge pel·lícula documental, titulada K. R. Narayanan, dirigida per Suresh Menon que narra la vida del primer president dalit de l'Índia.